# Dårskab
Dårskab er en betegnelse for tilbøjeligheden til at opføre sig tåbeligt eller moralsk forkasteligt. Begrebet er især teologisk, men det har også haft en rolle i psykiatriens historie.
Begrebet dåre anvendes som betegnelse for:
- en vanvittig person eller en psykisk syg, der har mistet sin forstand;
- en enfoldig person eller en tåbe, der mangler klogskab;
- en nar [1].

## Teologi
Dårer omtales især i bibelske tekster og ordsprog.  Begrebet dårskab har hovedsageligt haft en gennemgående betydning inden for teologien. Her diskuteres dårskaben stadigvæk som en vigtig del af forståelsen af Bibelen. Blandt danske teologer, der har beskæftiget sig særligt med dårskaben, er Georg Geil, Ole Brehm Jensen, Andreas Davidsen, Agnete Veit, Thomas Rasmussen og Bent Flemming Nielsen. Desuden må nævnes de tyske teologer Peter Kliemann og Ulrich Wilkens.
I Bibelen anvendes dårskab blandt andet som betegnelse for dem, der ikke kan tage imod Gud. Dåren er samtidig den uforstandige, der ikke følger moralen.
Salmernes bog beskriver flere steder dårskaben 
"Nu vil jeg høre, hvad Gud siger,
Herren taler jo fred
til sit folk, til sine fromme,
de må ikke vende sig til dårskab"

(Salmernes bog 39)

Den samme betydning findes blandt andet hos Paulus. Ikke mindst i hans breve til korinterne. Dårskaben omtales både i første og tredje brev. Her er dårskaben den manglende erkendelse af Gud. Sandheden er en forargelse for jøder og en dårskab for hedningene:
”For vel er ordet om korset en dårskab for dem, der fortabes, men for os, der frelses, er det Guds kraft  – der står jo skrevet” (1 kor, Bibelselskabet)
Verdens visdom er blevet gjort til dårskab af Gud, og dermed legitimerer Paulus Guds visdom:
Ingen må bedrage sig selv. Hvis nogen af jer mener at være vís i denne
verdens forstand, må han blive en dåre for at blive vís.
For denne verdens visdom er dårskab for Gud – der står jo skrevet: »Han fanger de vise
i deres snedighed,«og igen:
Herren kender de vises tanker,

han ved, at de er tomme. /1. kor, Bibelselskabet)
Erasmus af Rotterdam skrev i 1509 værket Dårskabens lovprisning. Bogen blev trykt i 1511 under den latinske titel Stultitiae Laus. Erasmus skrev oprindeligt bogen, mens han boede hos vennen Thomas More. Bogen er et af de vigtigste værker i den vestlige historie, og den var en forløber for reformationen. Den indeholder en kritik af den ukritiske og dogmatiske teologi. Den er udformet som en lang tale, der bliver holdt af dårskabens gudinde, som priser galskab og dårskab. Hun ser satirisk på paverne og andre repræsentanter for fromheden i den katolske kirke. Som her paverne:
"Men hvis paverne, der er Kristi stedfortrædere, forsøgte at efterligne Kristi liv, dvs. hans fattigdom, hans møje og besvær, hans lære, hans kors, hans verdensforsagelse, eller hvis de tænkte over deres navn af Fader og deres tilnavn af Hellighed, hvilket jordisk væsen ville da være mere sønderknust? eller hvem ville med alle midler købe sig til pavestolen og forsvare købet med sværd og gift, med vold og magt? Hvor mange bekvemmeligheder ville de ikke miste, hvis visdom kom over dem, - sagde jeg visdom? nej, blot et korn af det salt, som Kristus talte om, - så var det slut med al denne rigdom og ære og magt, med alle deres triumftog og hyldestdeputationer, med alskens dispensationer, skatter og afladsbreve, med alle disse heste og muldyr og svejtsergardister, med hele dette søde liv (I ser hvilket marked, hvilken høst, hvilket hav af rigdom jeg omfatter i disse få ord!). Og i stedet for alt dette lutter nattevågen og faste, tårer og bønner, gudstjenester og studeringer, suk og tusind jammerlige strabadser af samme art. Og man må ikke glemme hvad det ville føre til: at alle disse skrivere, kopister, aktuarer, advokater, promotorer, sekretærer, muldyrdrivere, rideknægte, vekselerere, koblere - og jeg havde nær tilføjet noget endnu mere blødt, men jeg er bange for at det ville være for hårdt for jeres øren, kort sagt: at hele denne umådelige menneskeflok, der besværer, jeg mener beærer den romerske stol, ville dø af sult. Det ville være umenneskeligt og en skrækkelig ugerning, men hvad der er langt værre er at de største kirkefyrster og verdens sande lys igen måtte gribe til ransel og vandrerstav." (Tåbelighedens lovprisning, oversat af Villy Sørensen, 1979, afsnit 59)
Ifølge teologen Carsten Pallesen er det desuden traditionelt dåren, der er blevet sat til at fremkomme med erklæringen om, at Gud er død. Hos filosoffen Friedrich Nietzsche er det således en dåre, der kommer med de berømte ord. Det gør han i den berømte historie om ”Det gale menneske”, fra bogen om Den muntre videnskab, hvor han introducerer sit udsagn om ”Guds død”.

## Psykiatri
Før psykiatrien er begrebet også blevet anvendt som synonym med galskab og forrykthed. Dårekisten var oprindeligt en flugtsikker trækiste, der blev anvendt til opbevaring af gale mennesker før de psykiatriske hospitalers opståen. Senere blev betegnelsen også anvendt om tugthuse og fattighuse. I modsætning til de psykiatriske hospitaler var dårekisterne ren opbevaring. Der var altså ingen form for behandling. Trine Nielsen har skrevet om dårekister i en dansk sammenhæng.
På fransk anvendes ordet folie. Begrebet var afsæt for den franske filosof og historiker Michel Foucaults bog Folie et déraison - Histoire de la folie à l'âge classique  der i den danske oversættelse har fået titlen Galskabens historie i den klassiske periode.. Bogen viser, hvordan galskab blev opfattet som ufornuft i oplysningstiden og blev gjort til sindssygdom i den moderne tidsalder. Dermed blev dårskaben gjort til en medicinsk forstyrrelse. Ifølge Foucault er konsekvensen, at dårskaben og galskaben mister sin egen stemme og bliver fremmedgjort. Dette må ses i modsætning til renæssancen, hvor dårskaben indeholdt en vigtig lære.

## Kultur og samfund
Siden oplysningstiden er ordet dårskab også blevet brugt som almen betegnelse for det tåbelige og umoralske. Det er noget, som skyldes impulsivitet eller instinkter, og dermed adskiller dårskab sig ifølge psykologen Robert J. Sternberg fra dumhed, der skyldes mangel på intelligens.
I nyere tid er dårskaben et hyppigt tema i skønlitteraturen: Joseph Conrad skrev romanen Almayers dårskab, der følger en handelsmand, som har store drømme om at finde en guldmine. Brooklyn dårskab er en roman af den amerikanske forfatter Paul Auster. Den følger den tidligere forsikringsagent Nathan Glass, der skriver på en bog om den menneskelige dårskab. Idioten er en roman af Fjodor Mikhajlovitj Dostojevskij. Fyrst Mysjkin, romanens hovedperson og titelfigur, er en af de forunderligste skikkelser i litteraturhistorien. Omkring ham grupperer sig en lang række meget forskellige skikkelser, der alle påvirkes af mødet med denne "vise dåre". Mysjkin er epileptiker, og hans epileptiske anfald skildres på grundlag af Dostojevskijs egne personligt oplevede erfaringer med epilepsi.
Dårskaben er også blevet fremstillet i film: Daarskab, Dyd og Driverter er en dansk film fra 1923 instrueret af Lau Lauritzen Sr. efter manuskriptaf A.V. Olsen. Filmen følger de to figurer Fyrtaarnet og Bivognen. Lars von Triers film Idioterne skildrer en gruppe mennesker, der søger den indre idiot. En gruppe voksne mennesker udlever således deres "indre idiot" ved offentligt at opføre sig som retarderede. Blandt filmens højdepunkter er en dramatisk scene, hvor filmens "skurk", spillet af Anders Hove, henter sin datter tilbage til et konventionelt, borgerligt liv.
Ordet bruges sommetider til at kritisere tendenser i politik. Barbara Tuchman skrev i 1984 The March of Folly: From Troy to Vietnam, hvor hun viste, at politik havde rummet dårskab siden antikken. Tim Weiners bog The Folly and the Glory: America, Russia, and Political Warfare 1945-2020 viste, at den kolde krig var præget af tåbelig krigsførelse. De amerikanske forfattere Lewis Lapham og William Cook hævder begge, at især nutiden er præget af dårskab..